# Gloniopsis subrugosa
Gloniopsis subrugosa är en svampart som först beskrevs av Cooke & Ellis, och fick sitt nu gällande namn av E. Boehm & C.L. Schoch 2009. Gloniopsis subrugosa ingår i släktet Gloniopsis och familjen Hysteriaceae.   Inga underarter finns listade i Catalogue of Life.